# Адам Оберт
Адам Оберт (англ. Adam Obert, нар. 23 серпня 2002, Братислава, Словаччина) — словацький футболіст, центральний захисник італійського клубу «Кальярі» та молодіжної збірної Словаччини.

## Клубна кар'єра
Адам Оберт народився у Словаччині але футбольну кар'єру починав у сусідній Чехії, де з 2010 року займався у футбольній школі клубу «Збройовка» з міста Брно. Там молодого футболіста примітили агенти італійських клубів і в 2018 році Оберт приєднався до футбольної академії клубу «Сампдорія».
Але влітку 2021 року Оберт перейшов до клубу «Кальярі». І в жовтні захисник дебютував у матчах Серії А.

## Збірна
З 2018 року Адам Оберт є гравцем юнацьких збірних Словаччини. У 2021 році він вперше зіграв у складі молодіжної збірної Словаччини.

## Особисте життя
Його дід, Йозеф Оберт, також став футболістом, грав за збірну Чехословаччини.